# Bulbophyllum bolivianum
Bulbophyllum bolivianum là một loài phong lan thuộc chi Bulbophyllum.